# 趙世錄
趙世錄（1508年—？），字汝公，號西田，山西汾州人，軍籍，明朝政治人物。

## 生平
嘉靖十年（1531年）辛卯科山西鄉試第四十一名舉人。嘉靖二十三年（1544年）中式甲辰科會試第二百四十二名，登第三甲第三十名進士。曾任户部员外郎，仕至山东参议。

## 家族
曾祖趙興，主簿；祖父趙傅；父趙廷璧，母劉氏。严侍下。弟世臣。